# Antirrhinum mazimpakae
Antirrhinum mazimpakae är en grobladsväxtart som beskrevs av J. Fernández Casas. Antirrhinum mazimpakae ingår i släktet lejongapssläktet, och familjen grobladsväxter. Inga underarter finns listade i Catalogue of Life.